# متلازمة موات ويلسون
تعد متلازمة موات - ويلسون اضطرابًا وراثيًا نادرًا حدده د. أر. موات والدكتور أم. ويلسون سريريًا في عام 1998.

## المظهر
يتميز هذا الاضطراب الجسدي الوراثي بعدد من العيوب الصحية بما في ذلك مرض هيرشسبرونغ، والإعاقة الذهنية، والصرع، تأخر في النمو والتطور الحركي، وأمراض القلب الخلقية، والشذوذ البولي التناسلي، وغياب الجسم الثفني. ومع ذلك، قد لا يوجد مرض هيرشسبرونغ في جميع حالات الأطفال المصابين بمتلازمة موات - ويلسون، وبالتالي فهو ليس معيارًا تشخيصيًا مطلوبًا. تشمل السمات الفيزيائية المميزة صغر الرأس والذقن الضيق والأذنين الملجفة والفصوص المرفوعة والانخفاض المركزي والعيون العميقة والمضبوطة على نطاق واسع والفم المفتوح والجسر الأنفي الواسع والنَثْرَة القصيرة.

## الأسباب
يُعبر عن هذا الاضطراب بطريقة سائدة وراثيًا وقد ينتج عن فقدان وظيفي ناتج من طفرة جديدة أو من الحذف التام لجين ZEB2 الموجود على الكروموسوم 2q22.

## مآل المرض
لا يوجد علاج لهذه المتلازمة. العلاج داعم ومُقلل للأعراض. يحتاج جميع الأطفال المصابين بمتلازمة موات-ويلسون إلى تدخل مبكر يشمل علاج النطق والعلاج المهني والعلاج الطبيعي.